# Căcuciu, Mureș
Căcuciu (în maghiară Görgénykakucs, colocvial Kakucs) este un sat în comuna Beica de Jos din județul Mureș, Transilvania, România.
Satul are o populatie de 134 de persoane

## Personalități
- Ioan Suciu (1867-1936), învățător greco-catolic; delegat ales la marea unire de la Alba Iulia

## Imagini

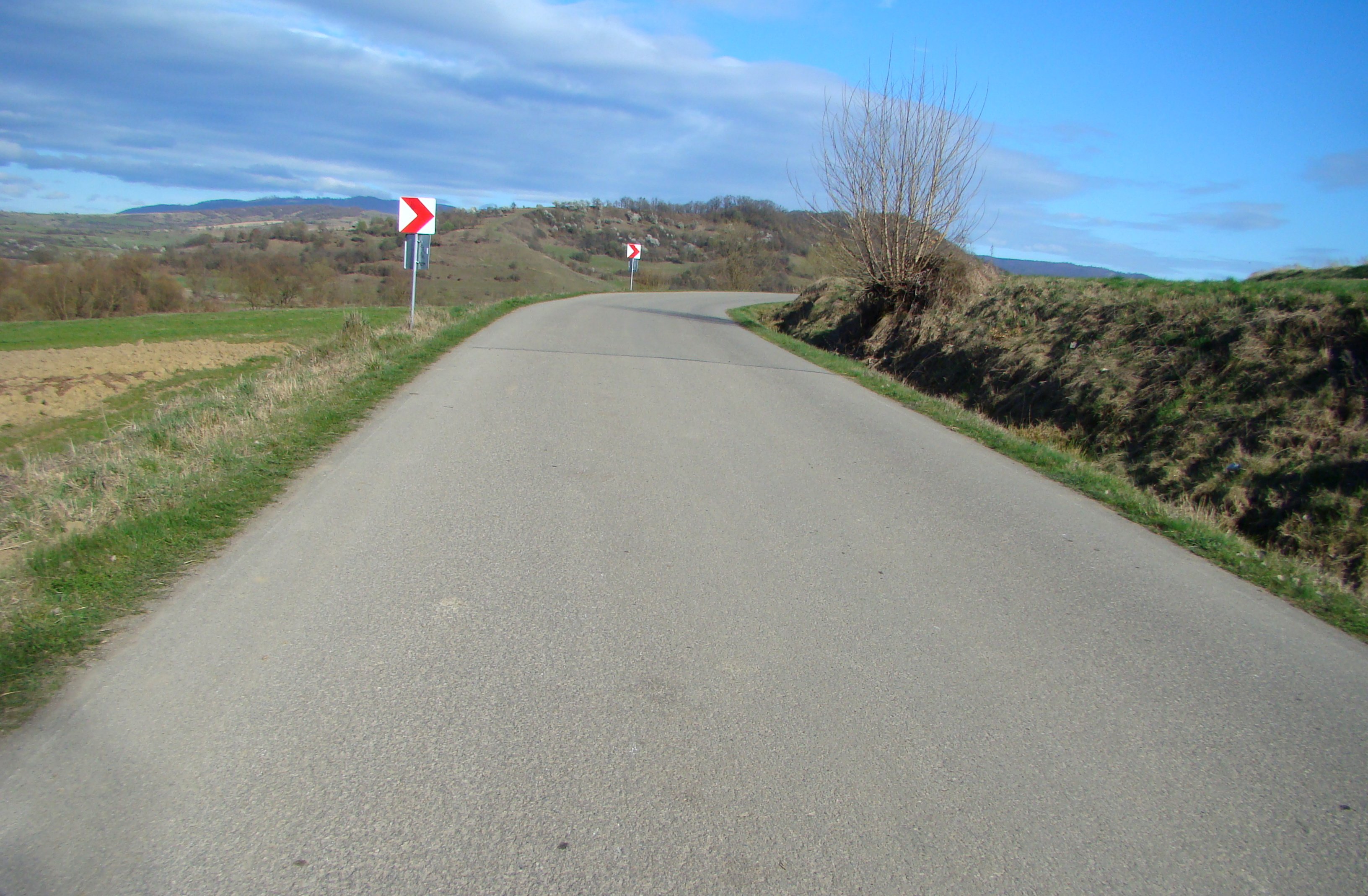
Drumul Șerbeni-Căcuciu
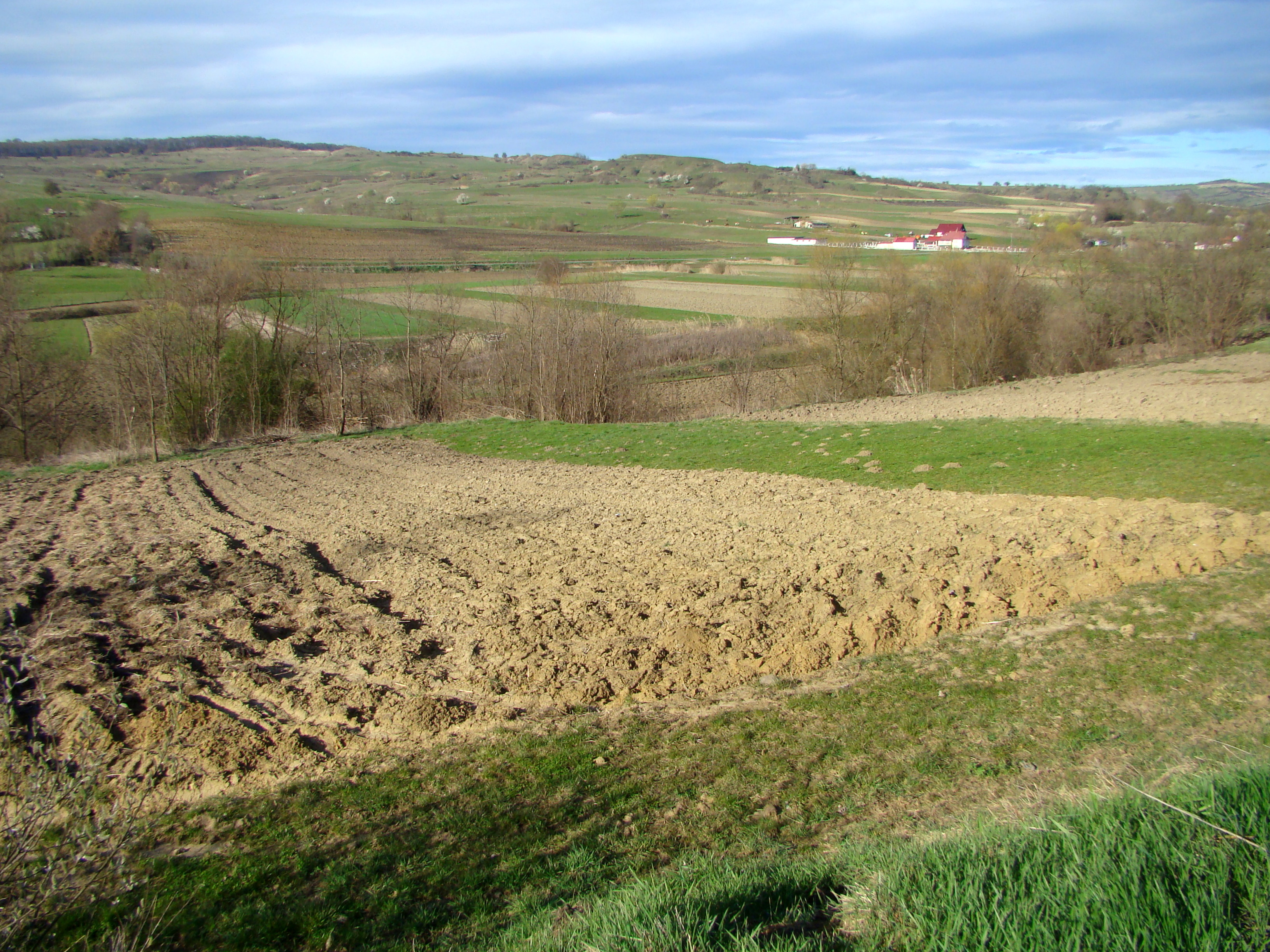
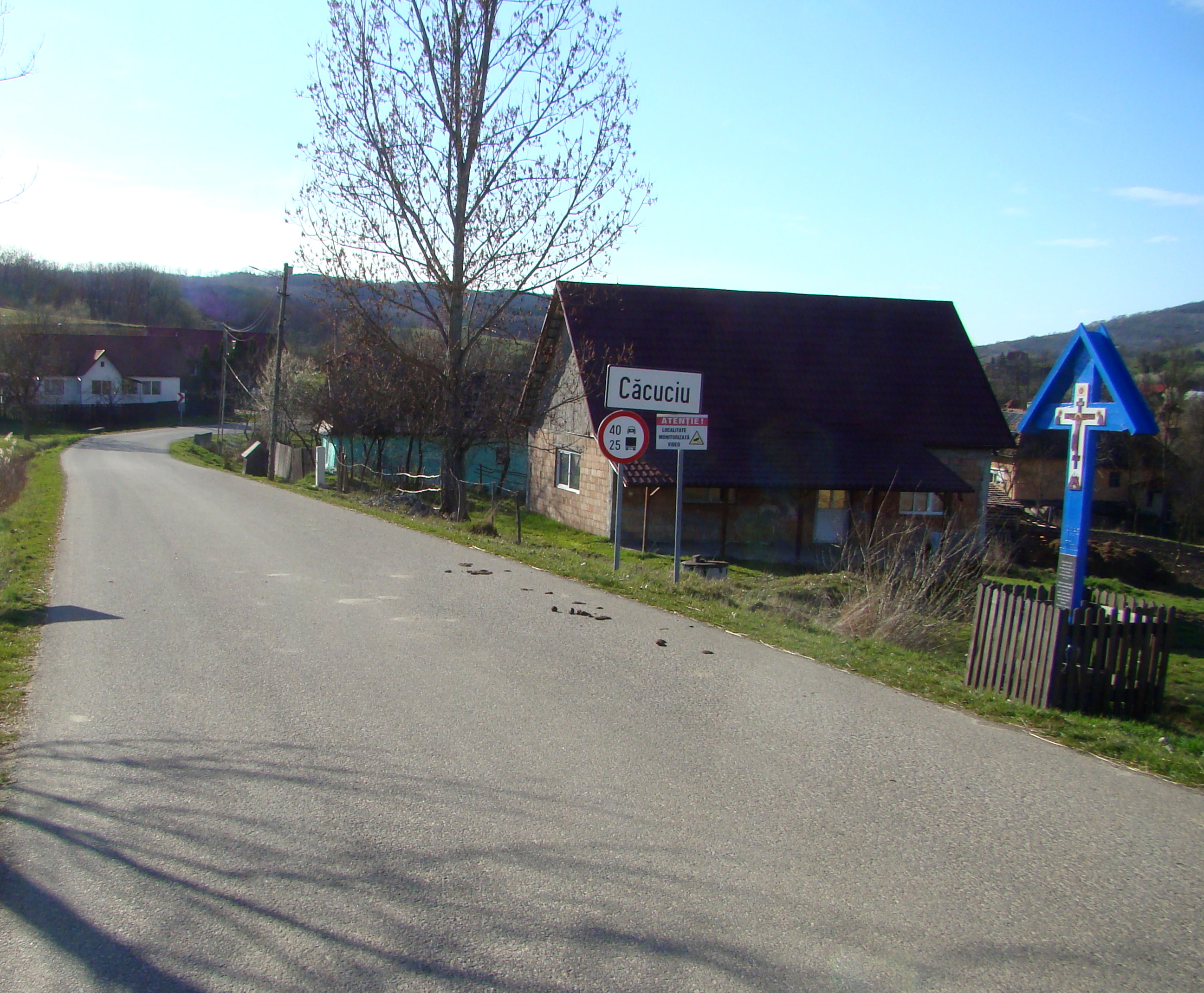
Intrarea în localitate
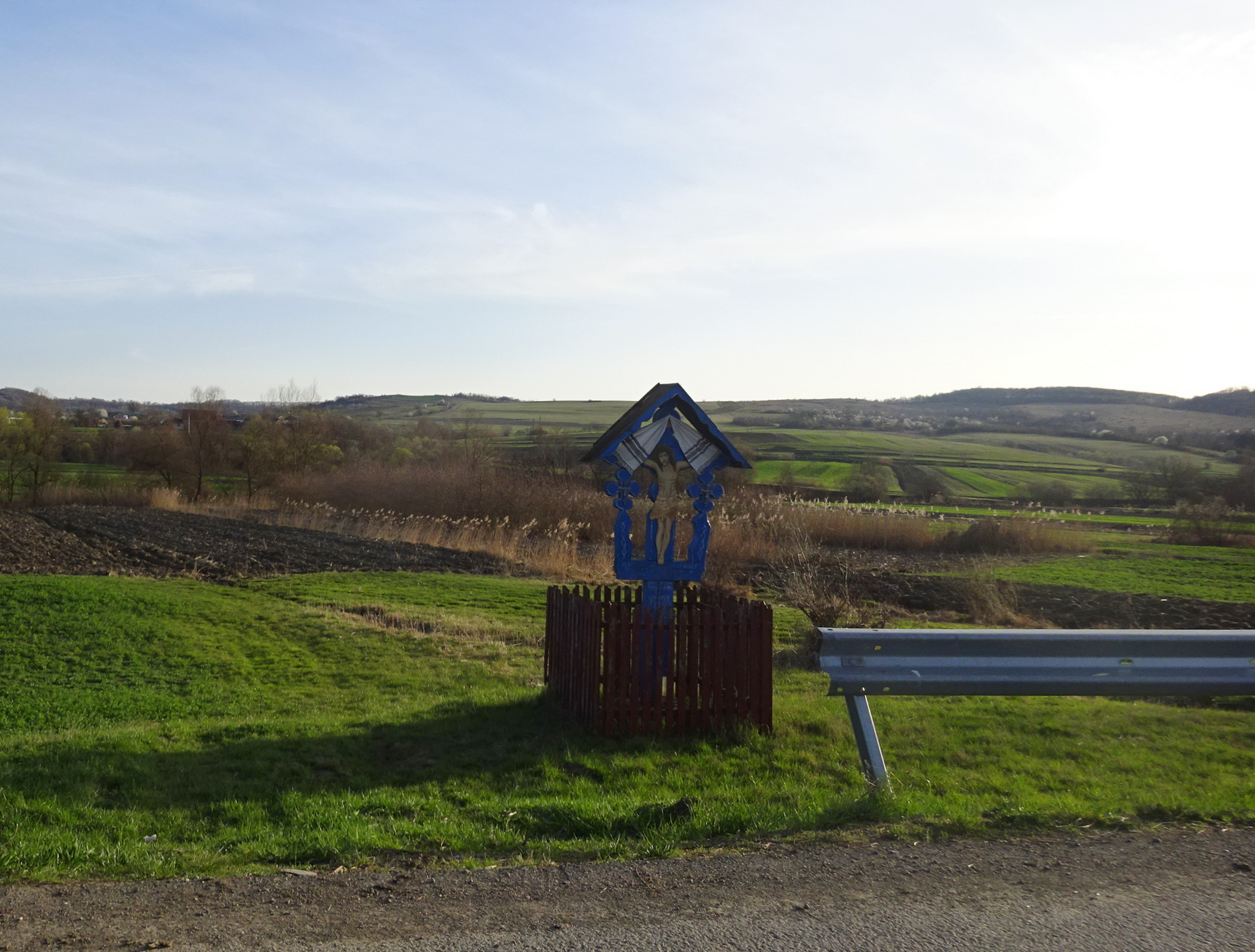
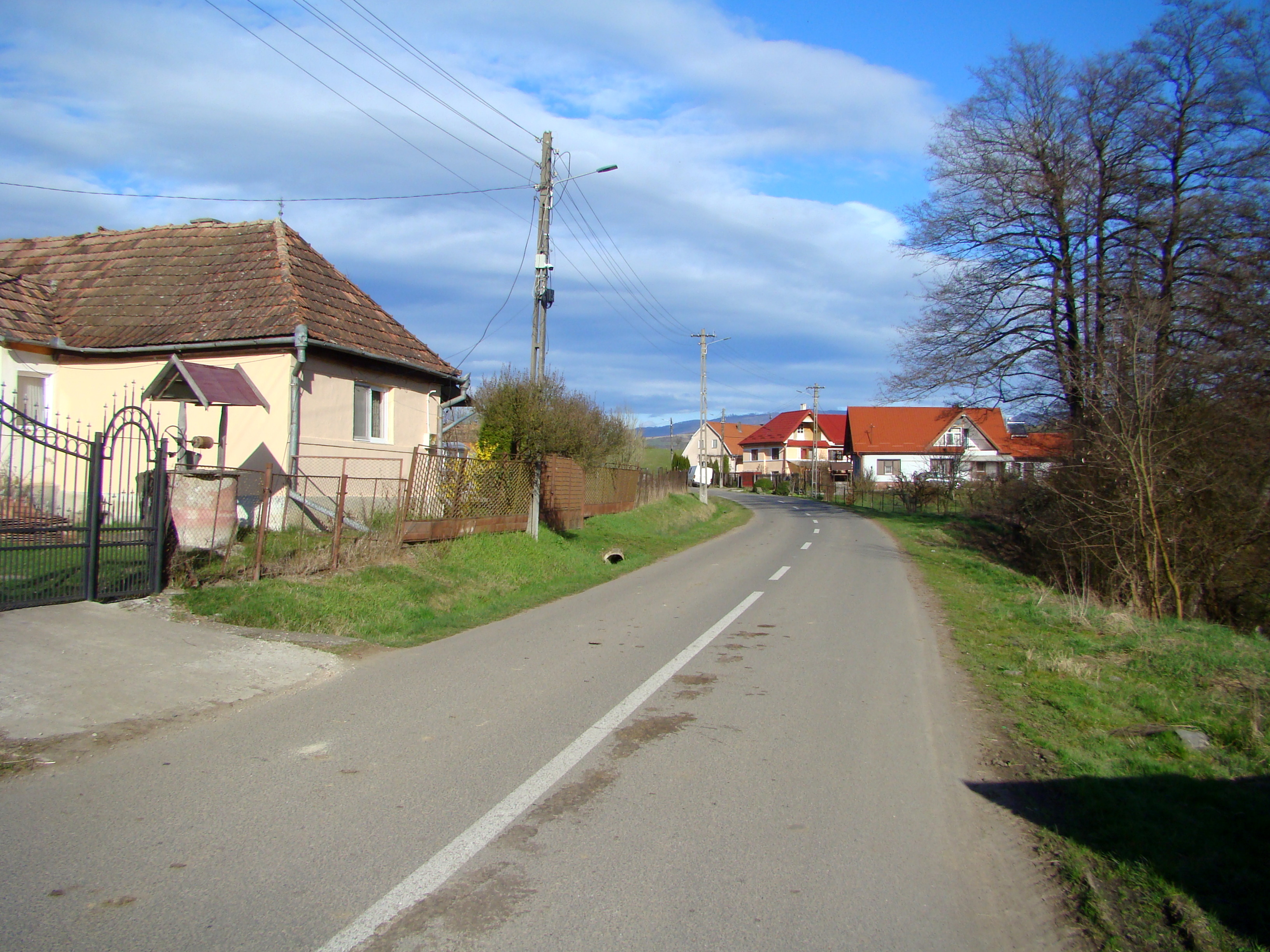
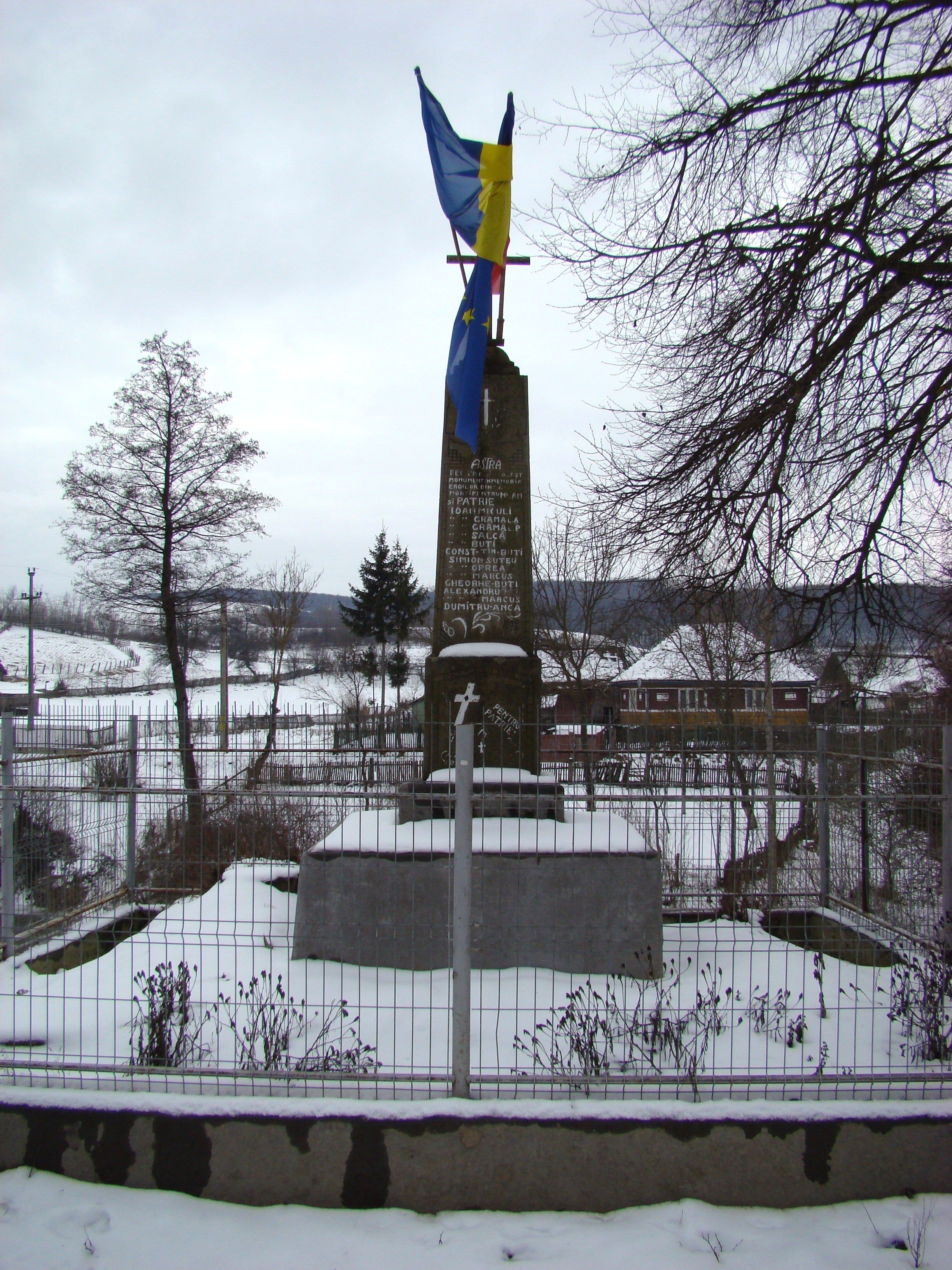
Monumentul Eroilor
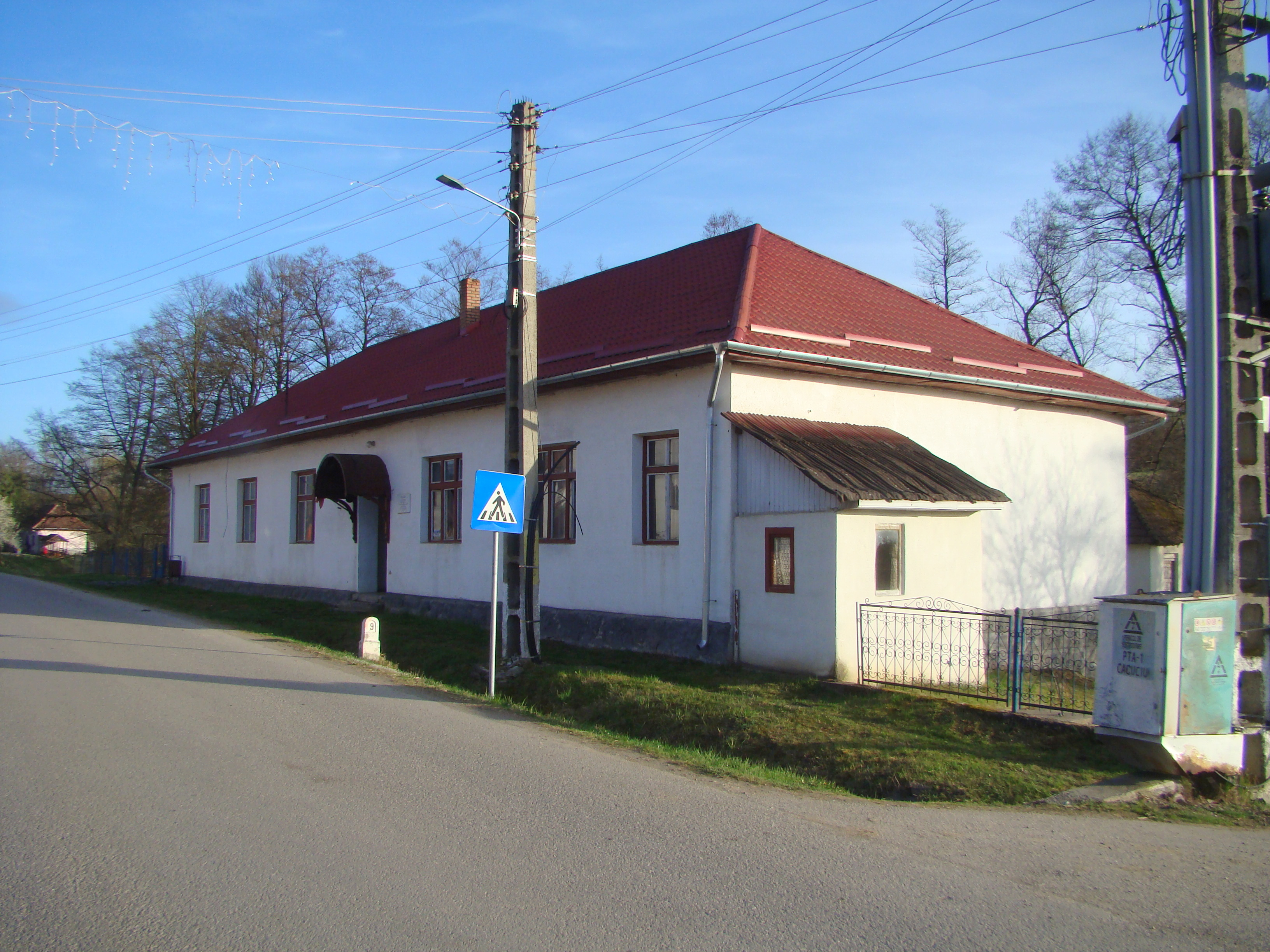
Școala
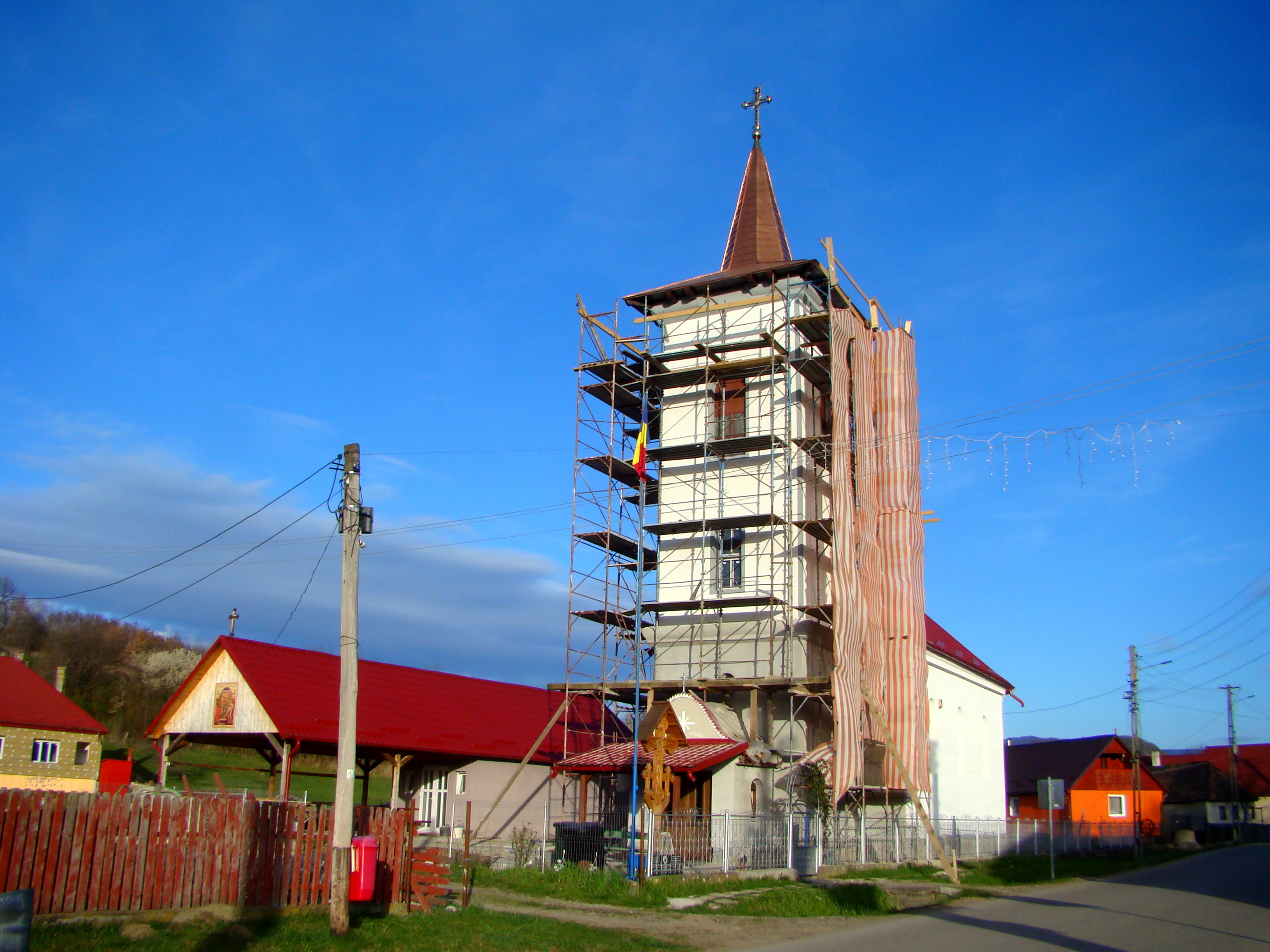
Biserica în rrenovare (2024)
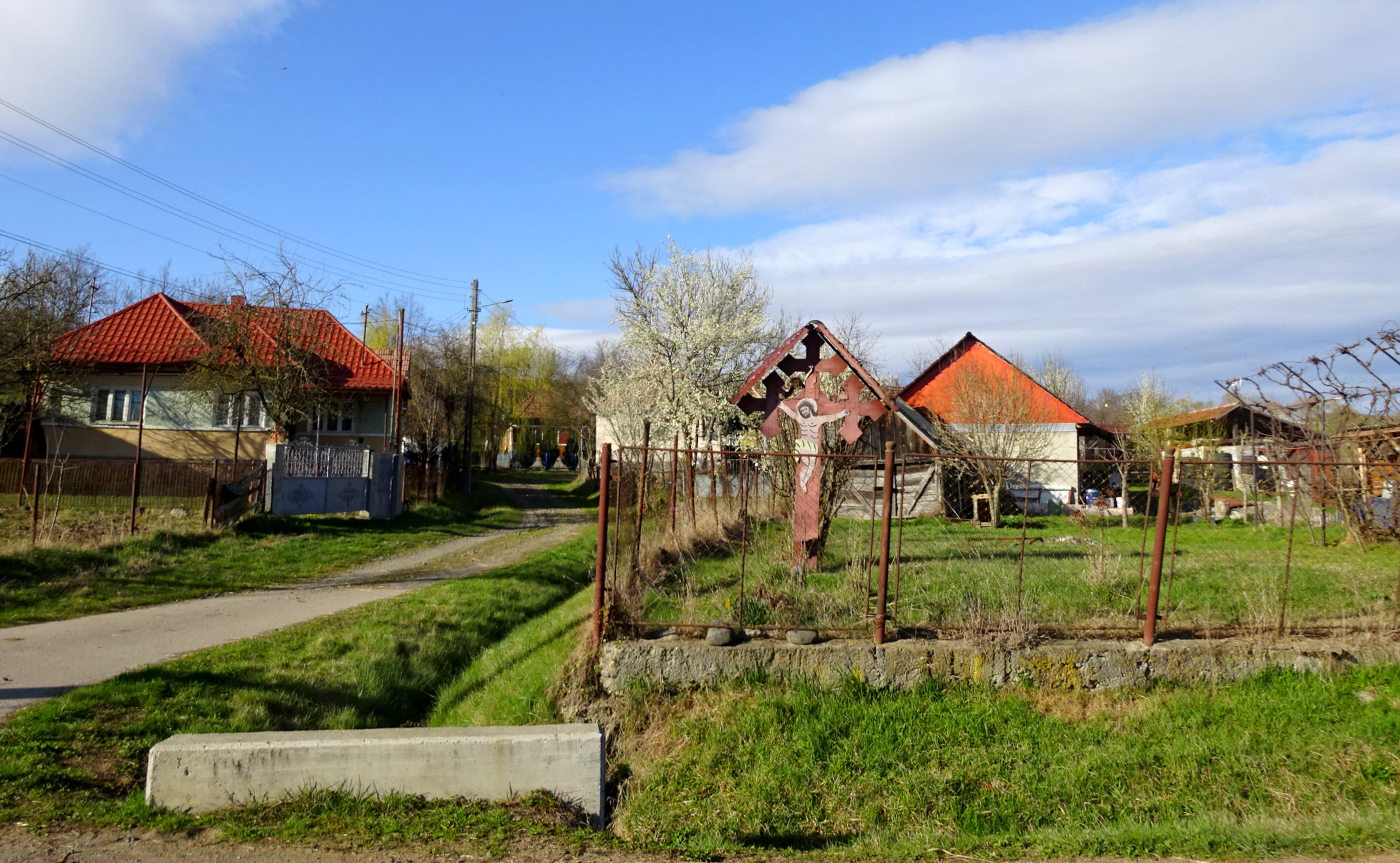
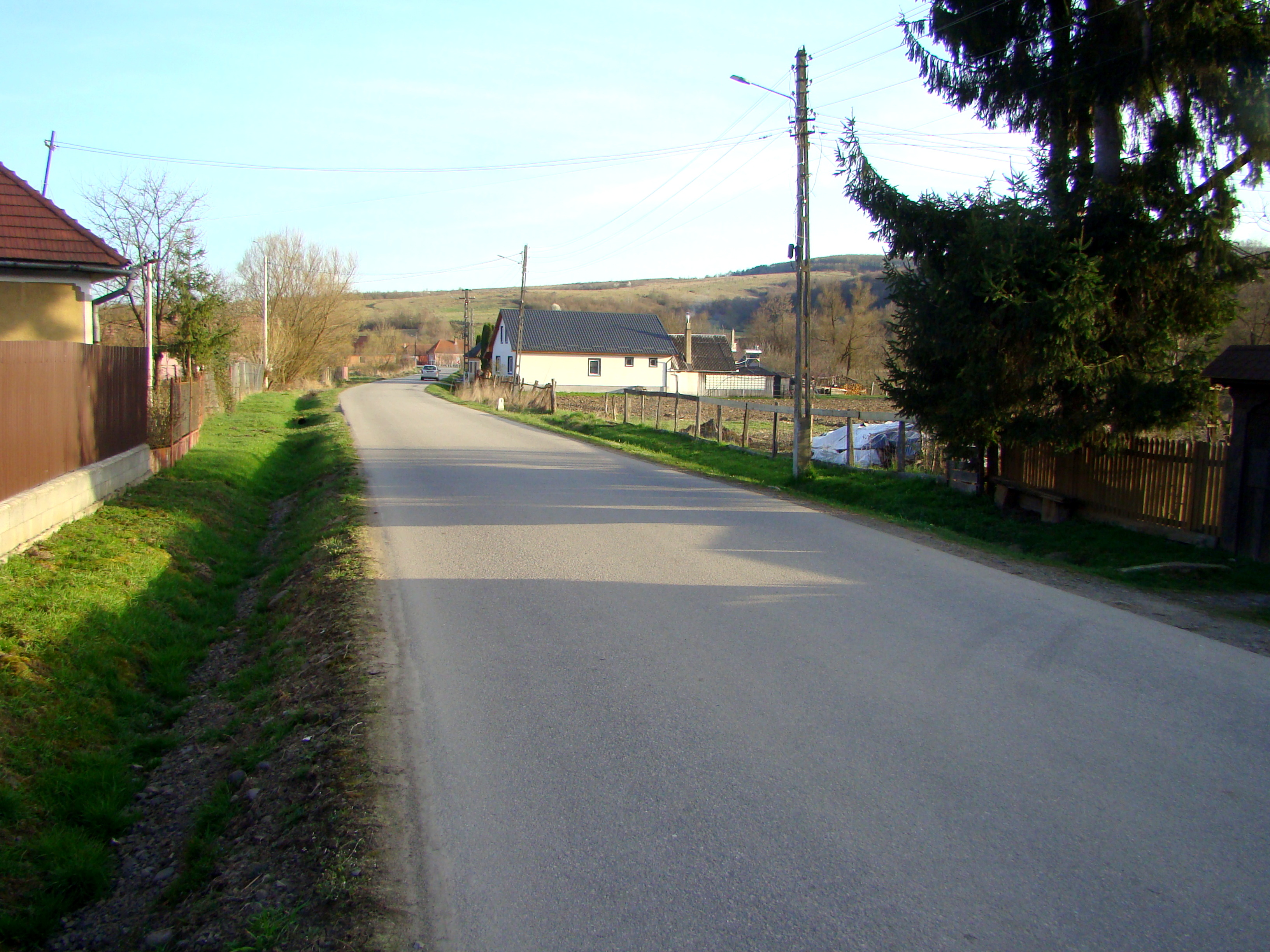
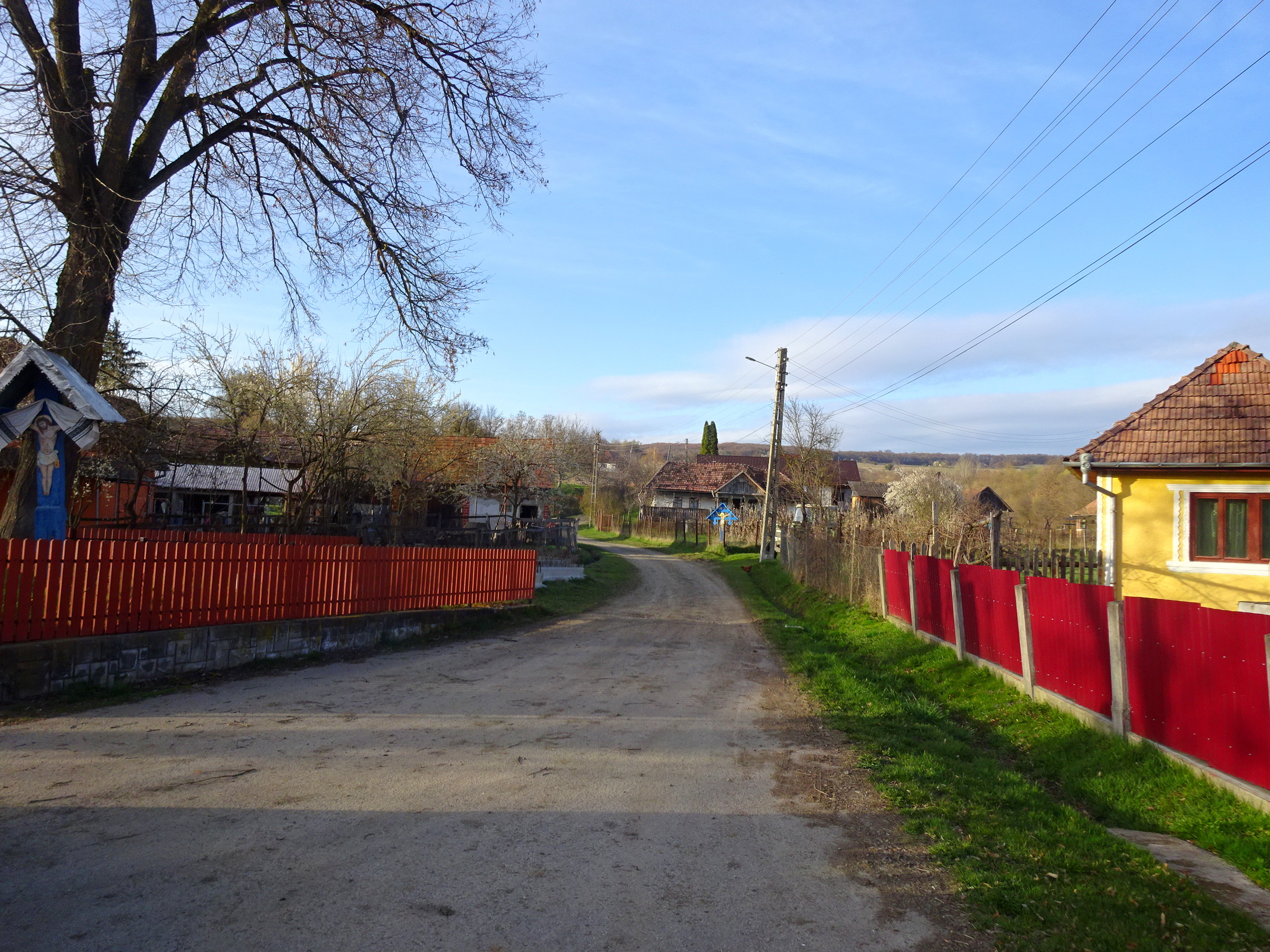
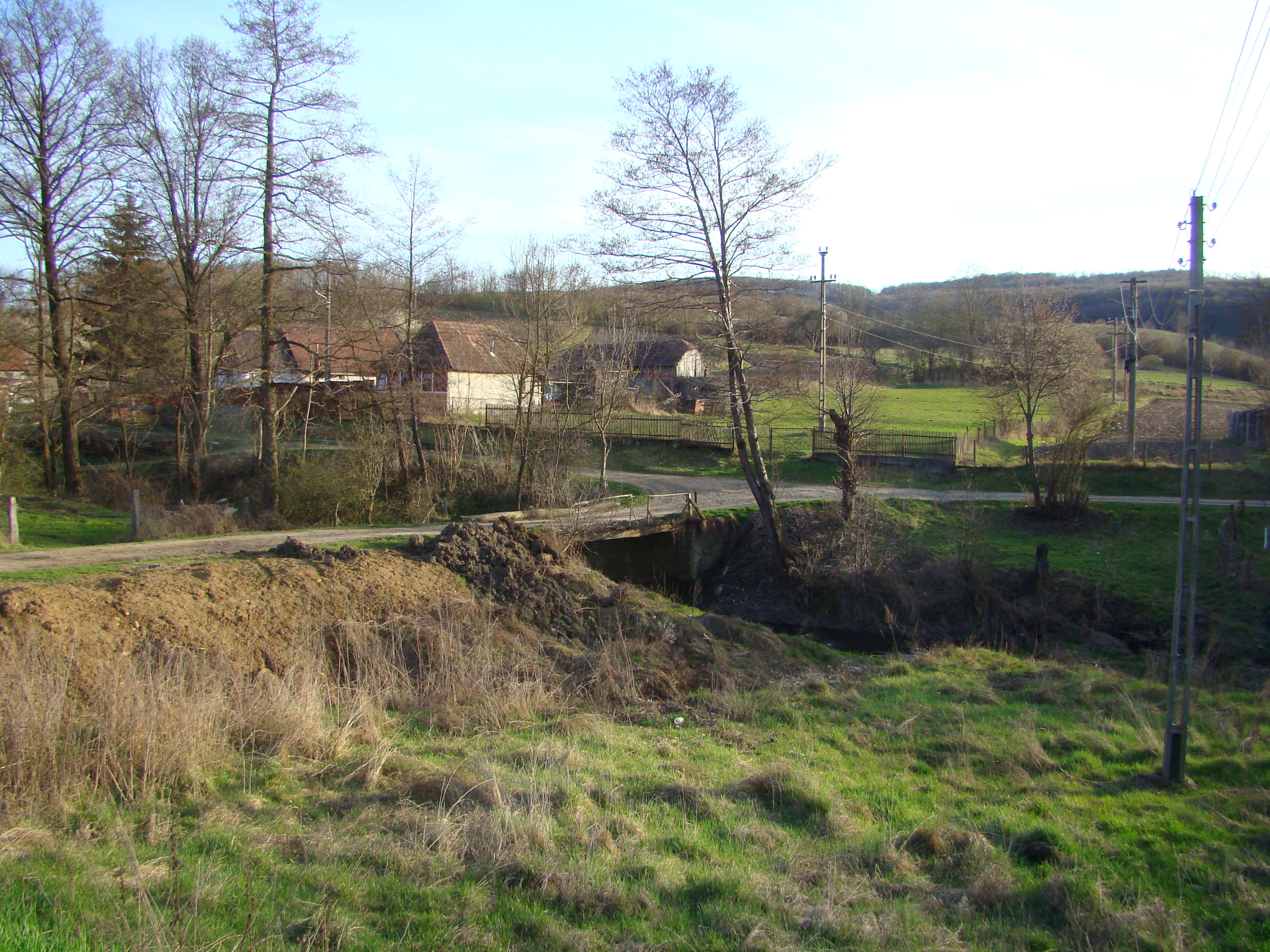
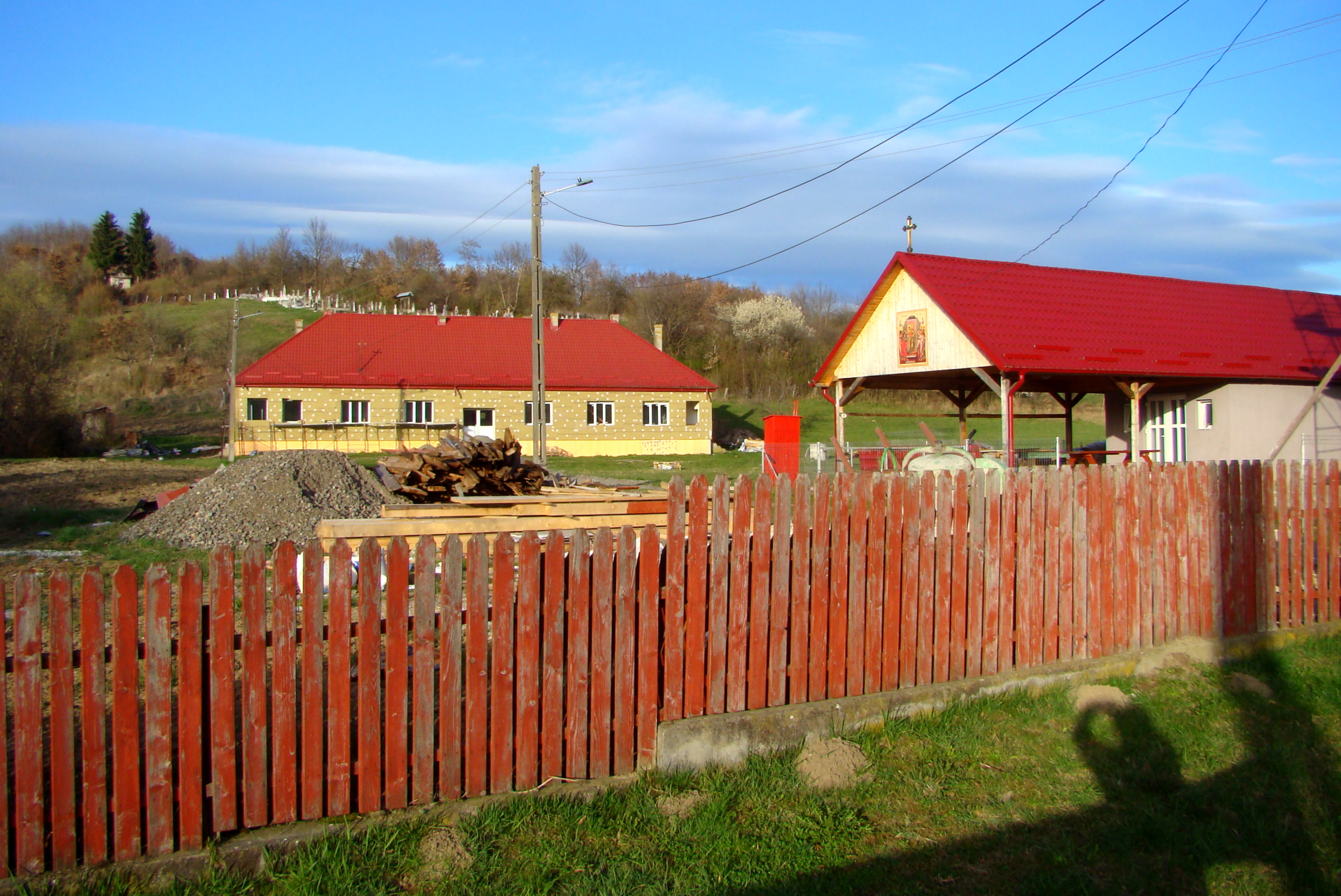
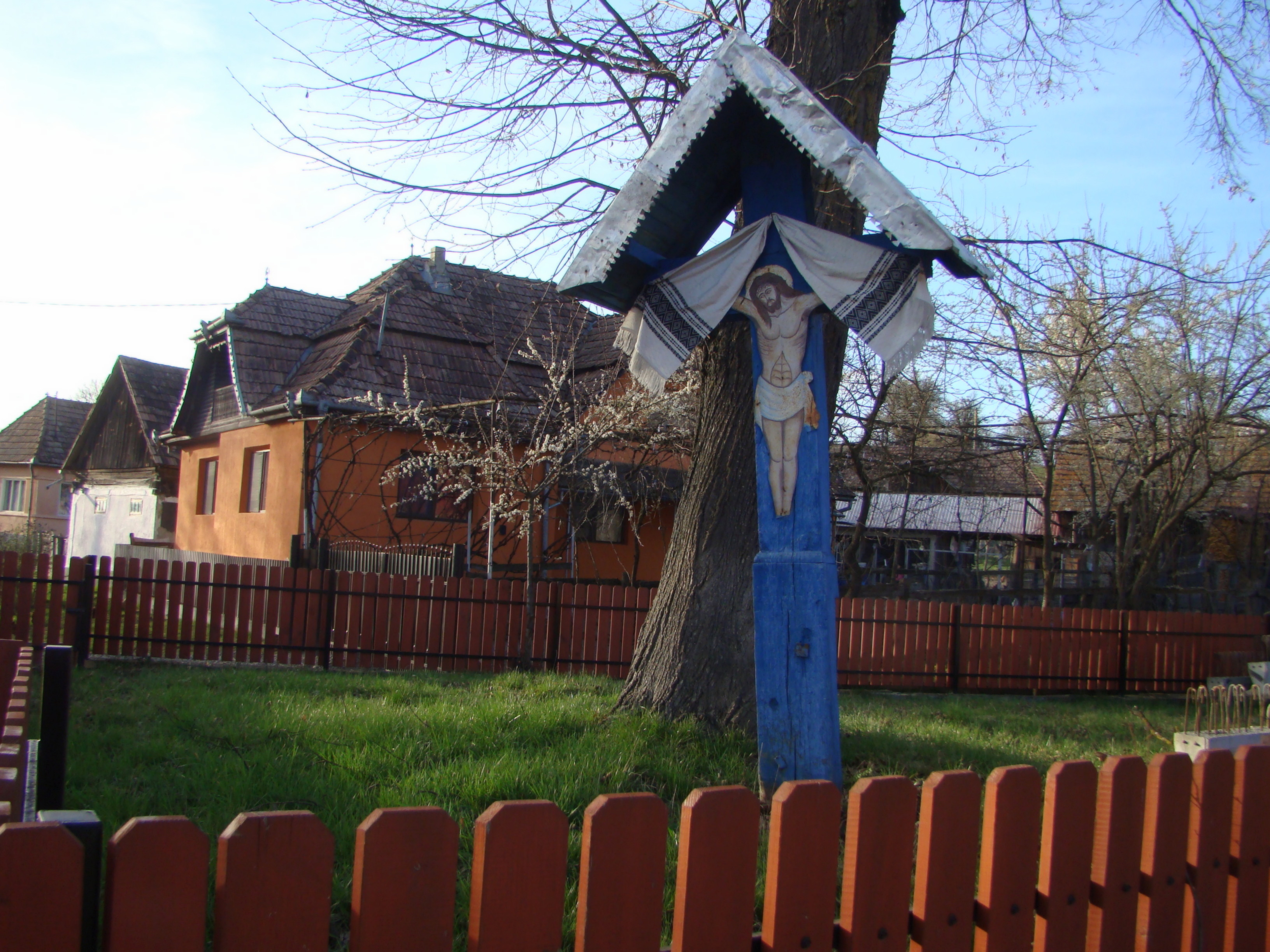
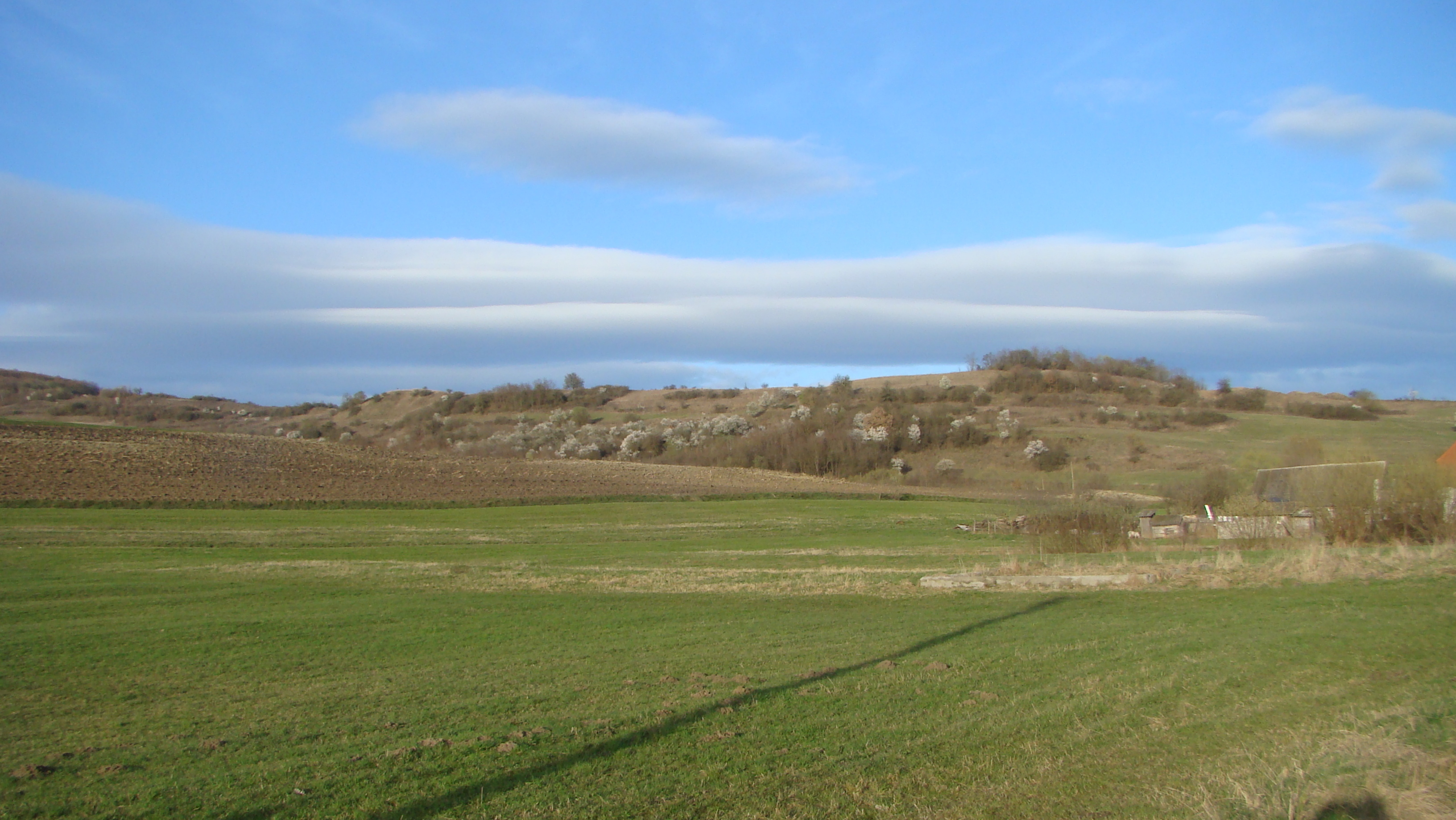